# Ledesma (departement)
Ledesma is een departement in de Argentijnse provincie Jujuy. Het departement (Spaans:  departamento) heeft een oppervlakte van 3.249 km² en telt 75.716 inwoners.

## Plaatsen in departement Ledesma
- 23 de agosto
- Bananal
- Bermejito
- Caimancito
- Calilegua
- Chalican
- Fraile Pintado
- Guayacan
- Jaramillo
- Ledesma
- Libertad
- Libertador General San Martín
- Paulina
- Rangel
- San Borja
- Yuto